# Nationalratswahlkreis Graubünden-Ost
Der Nationalratswahlkreis Graubünden-Ost war ein Wahlkreis bei Wahlen in den Schweizer Nationalrat. Er bestand von 1848 bis 1902 und umfasste den östlichen Teil des Kantons Graubünden.

## Wahlverfahren
Bei diesem Wahlkreis handelte es sich um einen Einerwahlkreis. Dies bedeutet, dass nur 1 Sitz zu vergeben war und das reine Majorzwahlrecht zur Anwendung gelangte. Jeder Wähler hatte eine Stimme.

## Bezeichnung
Graubünden-Ost ist eine inoffizielle geographische Bezeichnung. Im amtlichen Gebrauch üblich war eine über die gesamte Schweiz angewendete fortlaufende Nummerierung, geordnet nach der Reihenfolge der Kantone in der schweizerischen Bundesverfassung. Aufgrund der wechselnden Anzahl im Laufe der Jahre erhielten manche Wahlkreise mehrmals eine neue Nummer. Graubünden-Ost trug ab 1851 (erstmalige Anwendung eines einheitlichen Bundesgesetzes) die Nummer 33, ab 1863 die Nummer 32, ab 1872 die Nummer 33, ab 1881 die Nummer 34 und ab 1890 die Nummer 36.

## Ausdehnung

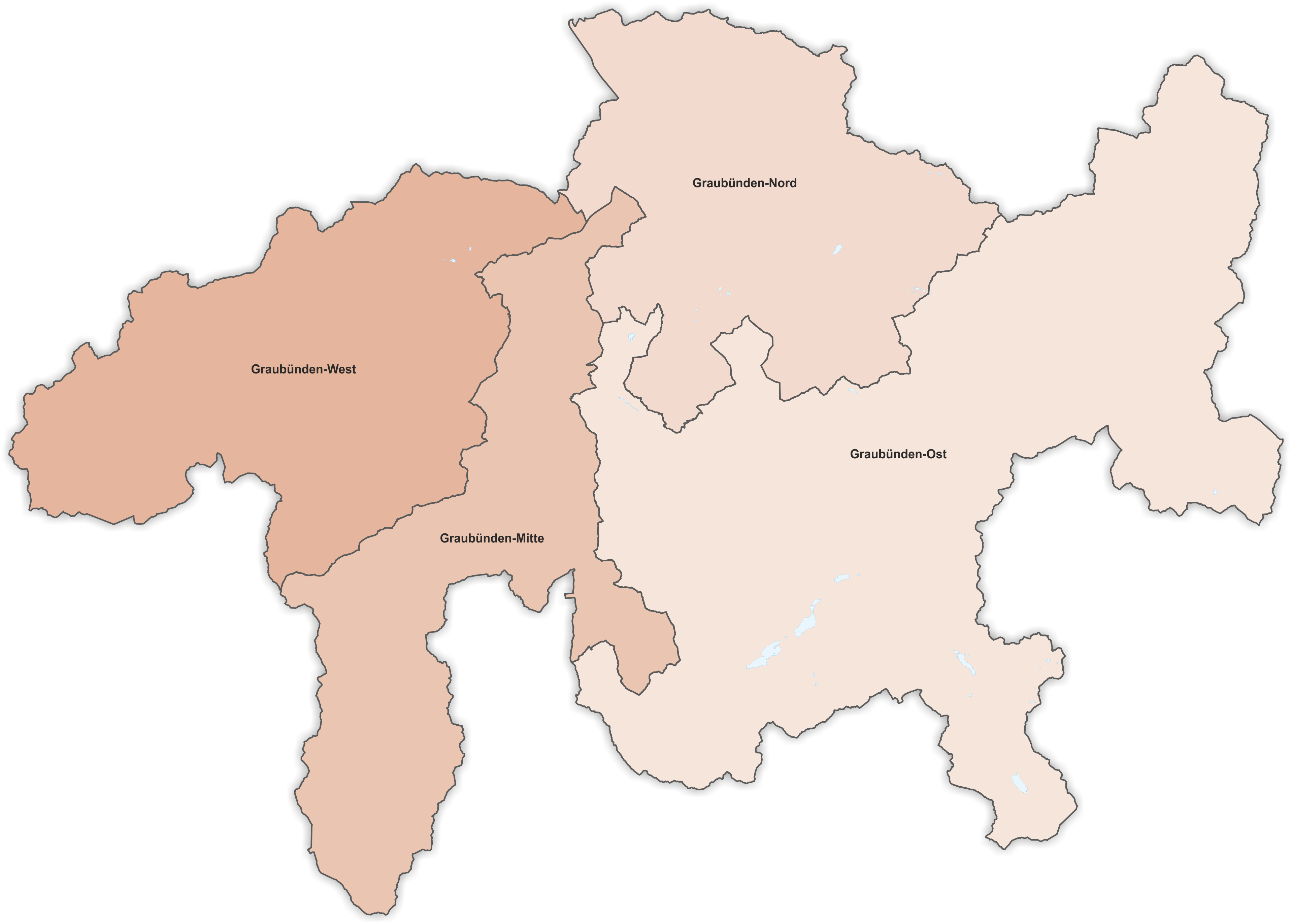
Wahlkreise Kanton Graubünden 1848–1863

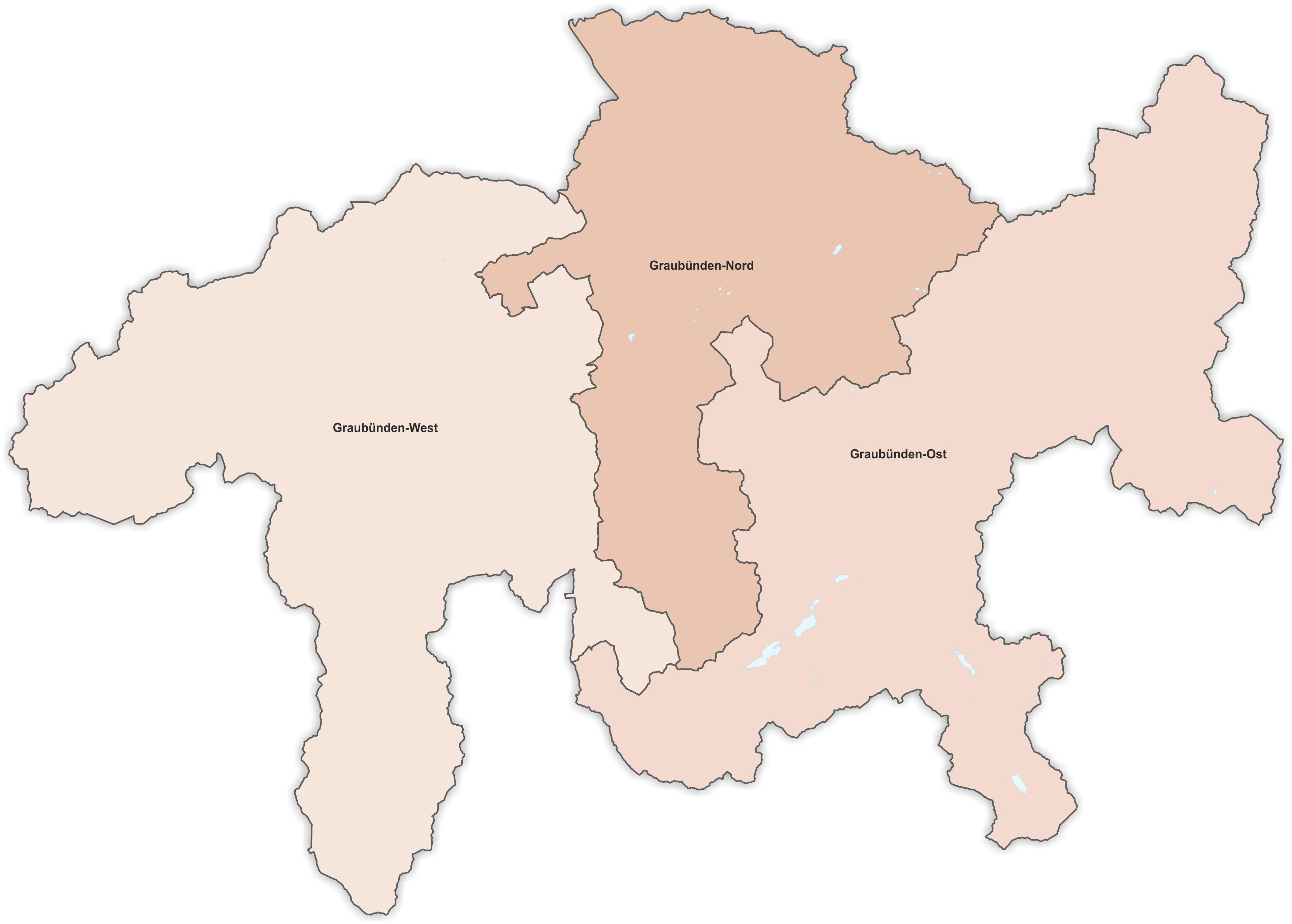
Wahlkreise Kanton Graubünden 1863–1902

Das Gebiet des Wahlkreises wurde am 21. Dezember 1850 mit dem «Bundesgesetz betreffend die Wahl der Mitglieder des Nationalrathes» erstmals verbindlich festgelegt, wobei man den bereits 1848 von der Graubündner Kantonsregierung geschaffenen 4. Wahlkreis unverändert übernahm. Er umfasste:
- im Bezirk Albula die Kreise Alvaschein, Bergün und Surses
- den Bezirk Bernina
- den Bezirk Inn
- den Bezirk Maloja
- den Bezirk Val Müstair

Zur einzigen Gebietsveränderung kam es mit dem «Nachtragsgesetz betreffend die Wahlen in den Nationalrath» vom 23. Juli 1863. Dabei wurden die Kreise Alvaschein und Surses an den Wahlkreis Graubünden-Nord abgetreten. Graubünden-Ost umfasste fortan:
- im Bezirk Albula den Kreis Bergün
- den Bezirk Bernina
- den Bezirk Inn
- den Bezirk Maloja
- den Bezirk Val Müstair

1902 wurden die drei Graubündner Wahlkreise zum heute noch bestehenden Nationalratswahlkreis Graubünden zusammengelegt, in welchem seit 1919 das Proporzwahlrecht gilt.

## Nationalräte
- G = Gesamterneuerungswahl
- E = Ersatzwahl bei Vakanzen
- K = Komplimentswahl eines amtierenden Bundesrates
- B = Ergänzungswahl für einen Bundesrat

| Datum                            | Wahl | Gewählte | Gewählte                  | Partei |
| -------------------------------- | ---- | -------- | ------------------------- | ------ |
| 01.10.1848                       | G    |          | Andreas Rudolf von Planta | LM     |
|                                  |      |          |                           |        |
| 26.10.1851                       | G    |          | Andreas Rudolf von Planta | LM     |
|                                  |      |          |                           |        |
| 26.10.1854                       | G    |          | Andreas Rudolf von Planta | LM     |
|                                  |      |          |                           |        |
| 25.10.1857 15.11.1857            | G    |          | Andreas Rudolf von Planta | LM     |
|                                  |      |          |                           |        |
| 28.10.1860 18.11.1860            | G    |          | Andreas Rudolf von Planta | LM     |
|                                  |      |          |                           |        |
| 25.10.1863                       | G    |          | Andreas Rudolf von Planta | LM     |
|                                  |      |          |                           |        |
| 28.10.1866                       | G    |          | Andreas Rudolf von Planta | LM     |
|                                  |      |          |                           |        |
| 31.10.1869 14.11.1869            | G    |          | Johann Albert Romedi      | FL     |
|                                  |      |          |                           |        |
| 27.10.1872                       | G    |          | Johann Albert Romedi      | FL     |
|                                  |      |          |                           |        |
| 31.10.1875 21.11.1875 28.11.1875 | G    |          | Johann Albert Romedi      | FL     |
|                                  |      |          |                           |        |
| 23.07.1876                       | E    |          | Andreas Rudolf von Planta | LM     |
|                                  |      |          |                           |        |
| 27.10.1878                       | G    |          | Andreas Rudolf von Planta | LM     |
|                                  |      |          |                           |        |
| 30.10.1881                       | G    |          | Andrea Bezzola            | FL     |
|                                  |      |          |                           |        |
| 26.10.1884                       | G    |          | Andrea Bezzola            | FL     |
|                                  |      |          |                           |        |
| 30.10.1887                       | G    |          | Andrea Bezzola            | FL     |
|                                  |      |          |                           |        |
| 26.10.1890                       | G    |          | Andrea Bezzola            | FL     |
|                                  |      |          |                           |        |
| 29.10.1893                       | G    |          | Thomas von Albertini      | LM     |
|                                  |      |          |                           |        |
| 25.10.1896                       | G    |          | Thomas von Albertini      | LM     |
|                                  |      |          |                           |        |
| 29.10.1899                       | G    |          | Andrea Vital              | FDP    |

## Quelle
- Erich Gruner: Die Wahlen in den Schweizerischen Nationalrat 1848–1919. Band 3. Francke Verlag, Bern 1978, ISBN 3-7720-1445-3.